# Xã Pleasant, Quận Porter, Indiana
Xã Pleasant (tiếng Anh: Pleasant Township) là một xã thuộc quận Porter, tiểu bang Indiana, Hoa Kỳ. Năm 2010, dân số của xã này là 4.432 người.